# Псевдоузел

Псевдоузел из РНК-компонента теломеразы. Последовательность нуклеотидов взята из источника

Псевдоу́зел — элемент вторичной структуры нуклеиновых кислот (в основном РНК), состоящий из двух шпилек, в которых половина стебля одной шпильки располагается между двумя половинами стебля другой шпильки. Псевдоузлы имеют пространственную структуру узла, однако не являются настоящим топологическими узлами.  
Впервые псевдоузел был описан в 1982 году у вируса мозаики репы.

## Предсказание и идентификация

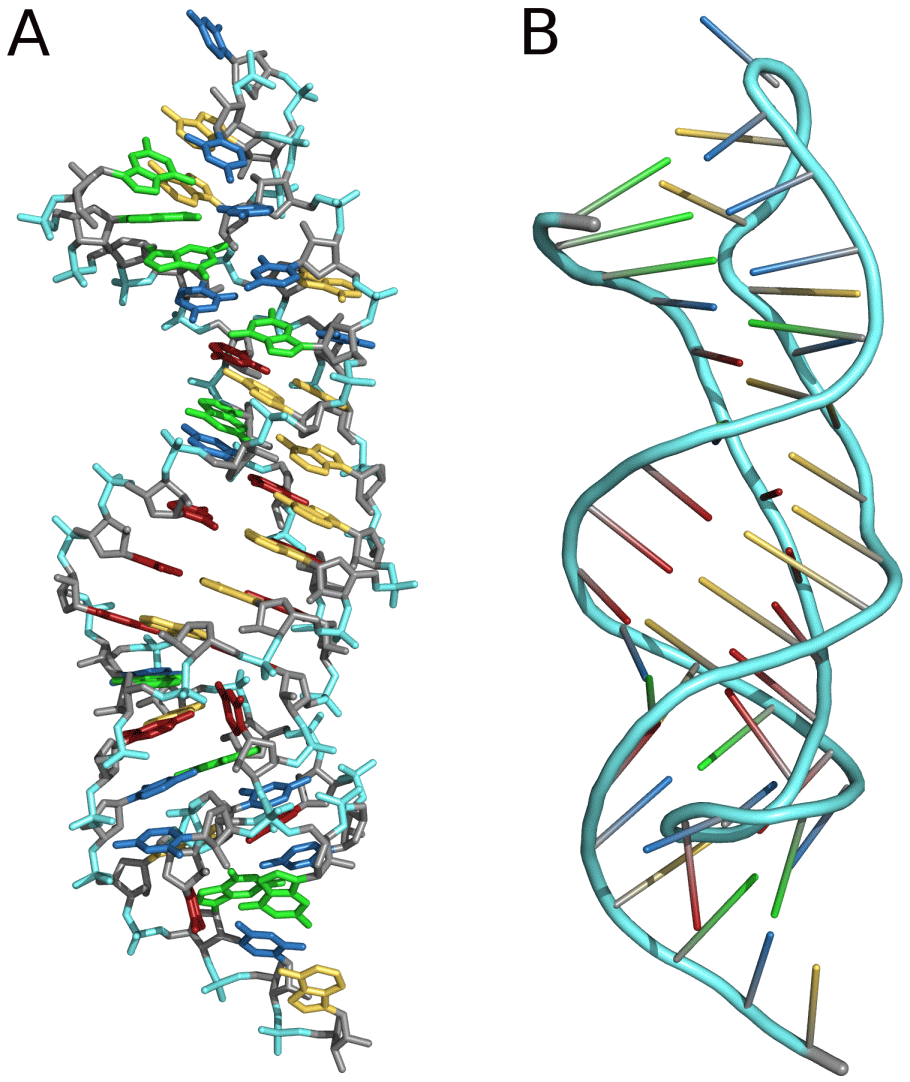
Трёхмерная структрура псевдоузла из РНК-фрагмента теломеразы человека (А); В — остов молекулы.

Структурная конфигурация псевдоузлов не позволяет определить их наличие вычислительными методами, поскольку псевдоузлы чувствительны к условиям среды из-за образования вследствие наложения одной цепи на другую. Связи между основаниями в парах не очень прочны, из-за чего основания могут «перекрываться», образуя связи с основаниями несоответствующего нуклеотида. В связи с этим образование псевдоузлов в молекулах РНК сложно предсказать при помощи стандартных методов динамического программирования, которые используют рекурсивный подсчёт для идентификации спаренных стеблей и из-за этого оказываются неспособными обнаруживать основания с не очень прочными связями. Более новый метод стохастической контекстно-свободной грамматики имеет ту же проблему. По этой причине такие популярные методы предсказания вторичной структуры РНК, как Mfold и Pfold, оказываются неспособными предсказать наличие псевдоузла в исследуемой последовательности. Они лишь могут идентифицировать наиболее стабильный из двух стеблей псевдоузла. 
Впрочем, ограниченную группу псевдоузлов можно обнаружить при помощи динамического программирования, но эти методы не являются исчерпывающими. Например таков метод ALiNA, являющийся к тому же бесплатным, показывающий "высокое качество прогнозирования по различным критериям, включая псевдоузлы" Общая проблема предсказания низкоэнергетических структур с псевдоузлами была отнесена к NP-полными задачам. 

## Биологическая роль
РНК-молекулы, формирующие псевдоузлы, ответственны за ряд важных функций; нередко они представляют собой молекулы с сильно выраженной третичной структурой. Например, область псевдоузла РНКазы Р относится к элементам, продемонстрировавшим наибольшую консервативность в ходе эволюции. Для активности РНК-компонента теломеразы чрезвычайно важны псевдоузлы. Кроме того, некоторые вирусы формируют тРНК-подобный мотив в своей РНК при помощи псевдоузлов. Этот мотив необходим для проникновения в клетку-хозяина.